# 高エネルギー可視光線
眼科の分野において、高エネルギー可視光線（こうエネルギーかしこうせん、英: high-energy visible light, HEV light）とは、可視光線のうち、波長が380 nmから530 nmの、比較的高いエネルギーをもつ光をいう。色は紫 - 青色であり、ブルーライトとも呼ばれる。
HEVは、太陽光などの白色光に多く含まれており、加齢黄斑変性 の原因の一つとして考えられている。
注意力、反射神経、精神の安定、睡眠の改善など脳の様々な機能の向上に有効とされているため、ハーバード大学医学院ではHEVを昼に多く浴びることを推奨している。夜のHEVはメラトニンの分泌を減少させ、がんや心臓病、糖尿病、肥満などの生活習慣病との関連が示唆されるとしつつも、因果関係を示すものではないとしている。
最近のサングラスでは、紫外線だけではなく HEVもカットして防ぐようものが増えてきている。しかし、HEVが黄斑の構造や機能に及ぼす影響を調査したり、目の疲れの症状の改善を示した研究はない。

## 青色光網膜傷害
青色光網膜傷害（英: Blue-light hazard）は、波長が主に400 nmから500 nmの光の暴露により、光化学的に引き起こされる網膜損傷として定義されている。この作用特性は、青色LEDの波長とほぼ重なっているために特に注意が喚起されている（紫外線LEDも同様）。
網膜損傷を引き起こす光化学的なメカニズムは、目の光受容体による光吸収によって引き起こされる。光が光受容体に照射される通常の状態では、その細胞が白濁すると、視覚のビジュアルサイクル と呼ばれる代謝過程を通して光受容体としての機能が回復する。しかしながら、青色光を多く吸収した場合は、細胞が白濁してから機能回復する前に再び悪化するプロセスを引き起こす事が報告されている。このことは網膜細胞の酸化的損傷の可能性を大きく増加させている。
このメカニズムによって、皮膚のような生物学組織、目のレンズ、特に網膜については、それほど強くないレベルの紫外線放射や短波長光であっても、長期間暴露すると元に戻らなくなるほどの変化を引き起こすことを示している可能性がある。

## 皮膚への影響
紫外線ほどではないにせよ、HEVもまた活性酸素、過酸化脂質を発生させ、傷害を与える。
近赤外線にも同様の傷害を与えるとする向きもある。
波長が長いほど光子エネルギーは低く一般に物質に対する傷害は小さい一方、より透過しやすくUVA以降は真皮、赤外線となるとさらに下層の皮下組織へ到達する。
細胞間質においては、膠原繊維（コラーゲン）や弾性繊維（エラスチン）を変性させしわ、たるみの原因になるほか、細胞に対しても傷害となり皮膚の光老化へ繋がる。
ケラチンフィルムに光照射を行った実験では紫外線、長波長の可視光線をフィルターで除去したとしても40%のタンパク質の光変性効果（カルボニル化）が認められた。

## 概日リズムとの関係
網膜には、光を感じる視細胞（桿体細胞、錐体細胞）以外に、視神経自体にも光感受性があることが知られている（網膜神経節細胞）。この神経細胞に含まれるメラノプシンという色素はHEVへの感受性があり、この刺激が網膜視床下部路（英: retinohypothalamic tract）を通じて視交叉上核に投射し、概日周期の設定や調整に関与している。このため、HEVが睡眠障害の治療に応用されている。
日中、強い光を浴びるとメラトニンの分泌は減少し、夜、暗くなってくると分泌量が増える。メラトニンが脈拍・体温・血圧などを低下させることで睡眠の準備が出来たと体が認識し、睡眠に向かわせる作用がある。また朝日を浴びて規則正しく生活することで、メラトニンの分泌する時間や量が調整され、人の持つ体内時計の機能、生体リズムが調整される。そのため不規則な生活や昼間、太陽光を浴びないような生活を続けるとメラトニンがうまく分泌されず、不眠症などの睡眠障害の原因となる。
Harvard Health Publishing のある記事では、夜の青色光が体内時計を狂わせて数種類のがんや糖尿病、心臓病、肥満などさまざまな生活習慣病の発症リスクが高くなる可能性があることを紹介し、対策として以下の項目を挙げている。
1. 夜に赤い光を使うこと。
2. 寝る前3時間以内の明るい画面は使わないこと。
3. 夜に青色光を浴びるとき、ブルーライトカットメガネやブルーライト軽減フィルターアプリを使うこと。
4. 注意力、反射神経、精神の安定、睡眠の改善など脳の様々な機能の向上に有効とされているため、青色光は昼にちゃんと浴びること。

包括的な観点からは2017年のシステマティックレビューでは、光による覚醒度に対する影響についての研究は、その時点では光量や研究規模の小ささにより結論を導けるものではないとしている。。

## HEVを含む光源
自然光や人工光源の多くがHEVを含む。青色に見える光だけでなく、白色に見える光には等しくHEVが含まれる。
- 太陽光
- ハロゲンランプ
  - カメラのストロボなど
- 水銀灯
  - 殺菌灯
  - ブラックライト用光源
- 蛍光灯
- 白熱電球
- 紫色LED - ブラックライトや紫外線を含むものがある。
- 青色LED
- 白色LED

白色LEDでは、青色LEDに黄色の蛍光体を組み合わせることで白色光を実現しているものが多い。このため（他の白色光と同様に）青色成分により上記の青色光網膜傷害の原因となりうる。
- 白色LED照明
- LEDバックライト採用のディスプレイ、薄型テレビ、デスクトップ及びノートPCの画面、タブレット、スマートフォン、電子ブックリーダー、電子辞書など。

近年、これらの影響障害を緩和する目的でHEV成分（いわゆる「ブルーライト」）を軽減するスクリーンや、レンズを用いた眼鏡・老眼鏡などが販売されている。
- 前照灯（ディスチャージヘッドランプなど）

## ブルーライトカット眼鏡
青色の光（ブルーライト）を減衰させるという眼鏡が市販されている。
2017年のシステマティックレビューでは、黄斑の構造や機能に及ぼす影響を調査したり、目の疲れの症状の改善を示した研究はなく、1つの研究は普通の眼鏡との間で疲労度に差がなく、別の1つの研究は睡眠の質を改善したが、全体的に質の高い証拠ではない。
2021年、日本眼科学会を始めとする団体は、子供に推奨する根拠が無く発達への悪影響を与える恐れがある、液晶画面からのブルーライトは室内や曇り空の屋外よりも少なく、網膜に障害を生じるレベルではないという意見書を纏めた。
2023年、オーストラリアの研究グループは、論文17報のメタアナリシスを行い、ブルーライトフィルター機能がついた眼鏡の使用は、非使用者に対して、眼精疲労や視神経炎の発症率に有意のある効果が見いだせないと報告した。また、通常の視力矯正眼鏡とほとんど同じ効果しかないということを報告した。